# Помолвленная пара (Ренуар)
«Помолвленная пара» (фр. Les Fiancés), также известная как «Обрученная пара» или «Альфред Сислей и его супруга» — картина, написанная в 1868 году французским художником Пьером Огюстом Ренуаром. Картина была приобретена Музеем Вальрафа-Рихарца в 1912 году.

## История создания
Ренуар и Альфред Сислей (1839-1899) посещали студию Шарля Глейра в начале 1860-х годов. К 1865 году они стали хорошими друзьями. Ренуар несколько раз писал портрет Сислея, начиная с картины «Таверна матери Антонии» (1866). В письме Ренуара художнику Фредерику Базилю (1841-1870) в сентябре 1869 года женщина, сидящая рядом с Сислеем, названа моделью Ренуара Лиза Трео (1848-1922). В письме к Базилю Ренуар пишет о своей отчаянной нужде в деньгах: «Я выставил портреты Лизы и Сислея у Карпантье. Я попытаюсь выторговать у него около 100 франков, а свою «Женщину в белом» выставлю на аукцион. Я продам ее за любую цену, мне все равно».

## Описание
Хотя на момент написания картины Лиза была любовницей Ренуара, он заставил ее позировать с Сислеем, который также был связан с другой женщиной, Эжени Лескуэзек. Искусствовед Майкл Ф. Циммерманн пишет, что «в результате получился современный образ помолвленной пары, а также жанровый портрет, увеличенный до натуральной величины. Художник представляет ласковую привязанность кавалера и благодарную близость дамы. Художник признает эти жесты привычными, но от этого не менее трогательными».

## Анализ
В картине прослеживаются черты реализма, в частности влияние работ Эдуарда Мане (1832-1883), хотя к этому времени Ренуар уже работал над созданием своего собственного стиля. В 2021 году музей сделал рентгеновский снимок, который показал, что под нынешней работой скрывается совершенно другая картина.

## Влияние
Пабло Пикассо (1881-1973) был личным поклонником Ренуара и в свое время владел семью его картинами. Он также яростно защищал Ренуара от его критиков в авангарде. Вдохновившись «Помолвленной парой» (Les Fiancés), Пикассо создал три карандашных этюда (Le Ménage Sisley) по мотивам этой работы.